# Temporada 1998-99 de los Sacramento Kings
La temporada 1998-99 fue la decimocuarta de los Kings en la NBA en su ubicación en Sacramento, California, y la quincuagésimo primera en la liga, tras jugar las últimas trece en Kansas City. La temporada regular acabó con 27 victorias y 23 derrotas, ocupando el sexto puesto de la Conferencia Oeste, clasificándose para los playoffs en los que cayeron en primera ronda ante los Utah Jazz. Debido a un cierre patronal, la temporada regular comenzó el 5 de febrero de 1999 y se redujo de 82 partidos a 50.

## Elecciones en elDraft
| Ronda | Puesto | Jugador        | Posición | Nacionalidad   | Universidad/club |
| ----- | ------ | -------------- | -------- | -------------- | ---------------- |
| 1     | 7      | Jason Williams | Base     | Estados Unidos | Florida          |
| 2     | 36     | Jerome James   | Pívot    | Estados Unidos | Florida A&M      |

## Temporada regular
| División Pacífico        | División Pacífico | División Pacífico | División Pacífico | División Pacífico | División Pacífico | División Pacífico | División Pacífico | División Pacífico |
| Equipo                   | G                 | P                 | %                 | PD                | Casa              | Fuera             | Div               |                   |
| ------------------------ | ----------------- | ----------------- | ----------------- | ----------------- | ----------------- | ----------------- | ----------------- | ----------------- |
| y-Portland Trail Blazers | 35                | 15                | .700              | –                 | 22–3              | 13–12             | 15–7              |                   |
| x-Los Angeles Lakers     | 31                | 19                | .620              | 4                 | 18–7              | 13–12             | 14–8              |                   |
| x-Sacramento Kings       | 27                | 23                | .540              | 8                 | 16–9              | 11–14             | 11–9              |                   |
| x-Phoenix Suns           | 27                | 23                | .540              | 8                 | 15–10             | 12–13             | 9–10              |                   |
| Seattle SuperSonics      | 25                | 25                | .500              | 10                | 17–8              | 8–17              | 11–10             |                   |
| Golden State Warriors    | 21                | 29                | .420              | 14                | 13–12             | 8–17              | 8–11              |                   |
| Los Angeles Clippers     | 9                 | 41                | .180              | 26                | 6–19              | 3–22              | 3–16              |                   |

## Playoffs

### Primera ronda
Utah Jazz vs. Sacramento Kings 
| Fecha      | Partido                            | Ciudad         |
| ---------- | ---------------------------------- | -------------- |
| 8 de mayo  | Utah Jazz 117, Sacramento Kings 87 | Salt Lake City |
| 10 de mayo | Utah Jazz 80, Sacramento Kings 101 | Salt Lake City |
| 12 de mayo | Sacramento Kings 84, Utah Jazz 81  | Sacramento     |
| 14 de mayo | Sacramento Kings 89, Utah Jazz 90  | Sacramento     |
| 16 de mayo | Utah Jazz 99, Sacramento Kings 92  | Salt Lake City |
|            | Utah Jazz gana las series 3-2      |                |

## Estadísticas

### Temporada regular
| Jugador              | PJ | PT | MPP  | %TC  | 3P%  | %TL   | RPP  | APP | ROB | TPP | PPP  |
| -------------------- | -- | -- | ---- | ---- | ---- | ----- | ---- | --- | --- | --- | ---- |
| Chris Webber         | 42 | 42 | 40.9 | .486 | .118 | .454  | 13.0 | 4.1 | 1.4 | 2.1 | 20.0 |
| Vlade Divac          | 50 | 50 | 35.2 | .470 | .256 | .702  | 10.0 | 4.3 | 0.9 | 1.0 | 14.3 |
| Corliss Williamson   | 50 | 50 | 27.5 | .485 | .200 | .638  | 4.1  | 1.3 | 0.6 | 0.2 | 13.2 |
| Jason Williams       | 50 | 50 | 36.1 | .374 | .310 | .752  | 3.1  | 6.0 | 1.9 | 0.0 | 12.8 |
| Vernon Maxwell       | 46 | 1  | 21.9 | .390 | .346 | .737  | 1.8  | 1.7 | 0.7 | 0.1 | 10.7 |
| Tariq Abdul-Wahad    | 49 | 49 | 24.6 | .435 | .286 | .691  | 3.8  | 1.0 | 1.0 | 0.3 | 9.3  |
| Lawrence Funderburke | 47 | 2  | 19.9 | .559 | .200 | .708  | 4.7  | 0.6 | 0.5 | 0.5 | 8.9  |
| Peja Stojaković      | 48 | 1  | 21.4 | .378 | .320 | .851  | 3.0  | 1.5 | 0.9 | 0.1 | 8.4  |
| Scot Pollard         | 16 | 5  | 16.2 | .541 |      | .696  | 5.1  | 0.3 | 0.5 | 1.1 | 5.1  |
| Jon Barry            | 43 | 0  | 17.1 | .428 | .304 | .845  | 2.2  | 2.6 | 1.2 | 0.1 | 5.0  |
| Oliver Miller        | 4  | 0  | 8.8  | .455 |      |       | 2.0  | 0.0 | 0.0 | 0.5 | 2.5  |
| Terry Dehere‡        | 4  | 0  | 5.0  | .364 | .200 |       | 0.5  | 0.3 | 0.5 | 0.0 | 2.3  |
| Kevin Ollie‡         | 7  | 0  | 9.7  | .308 |      | .800  | 0.9  | 0.4 | 0.4 | 0.1 | 1.7  |
| Michael Hawkins      | 24 | 0  | 8.5  | .350 | .263 | 1.000 | 1.0  | 1.1 | 0.1 | 0.0 | 1.5  |
| Jerome James         | 16 | 0  | 2.6  | .375 |      | .500  | 1.1  | 0.1 | 0.1 | 0.4 | 1.5  |
| Peter Aluma‡         | 2  | 0  | 2.5  | .500 |      |       | 1.0  | 0.0 | 0.5 | 0.5 | 1.0  |

‡Despedidos durante la temporada

### Playoffs
| Jugador              | PJ | PT | MPP  | %TC  | 3P%  | %TL   | RPP  | APP | ROB | TPP | PPP  |
| -------------------- | -- | -- | ---- | ---- | ---- | ----- | ---- | --- | --- | --- | ---- |
| Vlade Divac          | 5  | 5  | 39.6 | .446 | .200 | .833  | 10.0 | 4.6 | 1.6 | 0.8 | 16.2 |
| Chris Webber         | 5  | 5  | 38.4 | .388 | .286 | .400  | 9.4  | 4.0 | 1.8 | 1.0 | 14.8 |
| Vernon Maxwell       | 5  | 0  | 12.0 | .317 | .314 | .700  | 2.2  | 1.0 | 1.2 | 0.0 | 11.2 |
| Corliss Williamson   | 5  | 5  | 26.0 | .575 |      | .700  | 3.2  | 1.2 | 0.4 | 0.2 | 10.6 |
| Jason Williams       | 5  | 5  | 32.6 | .356 | .310 | 1.000 | 3.6  | 4.0 | 1.6 | 0.2 | 10.0 |
| Tariq Abdul-Wahad    | 5  | 5  | 19.8 | .455 | .000 | .813  | 3.8  | 0.8 | 0.8 | 0.8 | 8.6  |
| Jon Barry            | 5  | 0  | 22.4 | .353 | .263 | .917  | 2.0  | 1.8 | 1.2 | 0.2 | 8.0  |
| Jerome James         | 1  | 0  | 4.0  | .500 |      | .750  | 2.0  | 0.0 | 0.0 | 0.0 | 5.0  |
| Peja Stojaković      | 5  | 0  | 21.6 | .346 | .214 | 1.000 | 3.8  | 0.4 | 0.6 | 0.0 | 4.8  |
| Lawrence Funderburke | 3  | 0  | 10.3 | .417 |      |       | 1.3  | 0.3 | 1.0 | 0.0 | 3.3  |
| Scot Pollard         | 5  | 0  | 14.8 | .667 |      | .600  | 2.2  | 0.2 | 0.8 | 1.2 | 3.0  |
| Michael Hawkins      | 2  | 0  | 5.0  | .000 | .000 | 1.000 | 0.0  | 0.0 | 0.0 | 0.0 | 1.0  |

## Galardones y récords
| Jugador/Ejecutivo | Galardón                            |
| Chris Webber      | 2.º Mejor quinteto de la NBA        |
| Jason Williams    | Mejor quinteto de rookies de la NBA |
| Geoff Petrie      | Ejecutivo del Año de la NBA         |